# Perimeter (datorspel)
Perimeter är ett datorspel från 2004 utvecklat av K-D Lab och utgivet av 1C Company och Codemasters. Spelet är ett realtidsstrategispel och släpptes 21 maj 2004 för Windows.
1. ↑  Steam, 12 september 2003, Steam-ID: 289440, läst: 13 december 2023.[källa från Wikidata]